# Castellafiume
Castellafiume község (comune) Olaszország Abruzzo régiójában, L’Aquila megyében.

## Fekvése
A megye délnyugati részén fekszik. Határai: Capistrello, Cappadocia, Filettino és Tagliacozzo.

## Története
Első írásos említése a 11. századból származik, bár a régészeti leletek tanúsága szerint már az ókorban lakott vidék volt. A következő századokban nemesi birtok volt. Önállóságát a 19. század elején nyerte el, amikor a Nápolyi Királyságban felszámolták a feudalizmust. A második világháborúban súlyos bombatámadást szenvedett, mert a Gusztáv-vonal mentén feküdt. Az 1984-es földrengés korabeli épületeinek zömét elpusztította.

## Népessége
A népesség számának alakulása:

## Főbb látnivalói
- Madonna della Neve-templom
- Santissimo Salvatore-templom
- San Nicola di Bari-templom